# Хабиев, Вильдан Саидович
Вильдан Саидович Хабиев (10 сентября 1924, Средняя Терешка, Саратовская губерния — 11 марта 1945, Картузский повет, Поморское воеводство) — командир миномётного отделения 685-го стрелкового полка 193-й стрелковой Краснознамённой дивизии 65-й армии Центрального фронта; младший лейтенант. Герой Советского Союза.

## Биография
Родился 10 сентября 1924 года в деревне Средняя Терёшка (ныне — Старокулаткинского района Ульяновской области) в крестьянской семье (отец Саид Хабиев, мать Фатима). Татарин.
В 1936 году семья переехала в Узбекистан. Окончил 7 классов. Работал на обувной фабрике в посёлке Московском Московского района Андижанской области Узбекской ССР.
После начала Великой Отечественной войны несколько раз обращался в военкомат с просьбой отправить на фронт добровольцем, работал в открытой при госпитале мастерской по изготовлению обуви для раненых, за перевыполнение плана был отмечен в статье районной газеты.
10 сентября 1942 года в составе группы из 40 призывников из Шагрихана был отправлен на военную подготовку.
В Красной Армии с 1942 года, на фронте с 14 апреля 1943 года.
Член ВКП(б) с 1943 года.
При форсировании реки Десна заменил погибшего в бою командира миномётного взвода.
7 октября 1943 года подразделение Хабиева вышло на восточный берег реки Сож. Командир миномётного отделения 685-го стрелкового полка сержант Хабиев в составе группы захвата 15 октября 1943 года форсировал на плоту реку Днепр в районе села Каменка Репкинского района Черниговской области. Во время переправы плот был разбит миномётным огнём противника, но он проплыл около 250 метров и первым достиг берега.
Воины-десантники захватили плацдарм на правом берегу Днепра и отбили все вражеские контратаки.
Указом Президиума Верховного Совета СССР от 30 октября 1943 года за образцовое выполнение боевых заданий командования и проявленные при этом мужество и героизм сержанту Хабиеву Вильдану Саидовичу присвоено звание Героя Советского Союза с вручением ордена Ленина и медали «Золотая Звезда».
В 1944 году В. С. Хабиев стал офицером, окончив курсы младших лейтенантов.
14 марта 1945 года погиб в бою на территории Польши и был похоронен в братской могиле на центральной площади Картхауса в округе Данциг, Западная Пруссия (ныне — центр повята в Поморском воеводстве, Польша), позднее был перезахоронен в могилу № 1 на Кладбище советских солдат (Картузы, ул Майковского).

### Семья
Мать — Фатима Сахандиновна Хабиева.

## Награды
- Медаль «Золотая Звезда»[1]
- Орден Ленина[1]

## Память
- мемориальная доска в колхозе «Кумяк куч»[1]
- бюст в парке города Шахрихан Андижанской области Узбекистана
- мемориальная доска на здании школы № 5 в городе Шахрихан.
- в честь Героя названа одна из улиц города Шахрихан.